# Nieuw Kijkduin

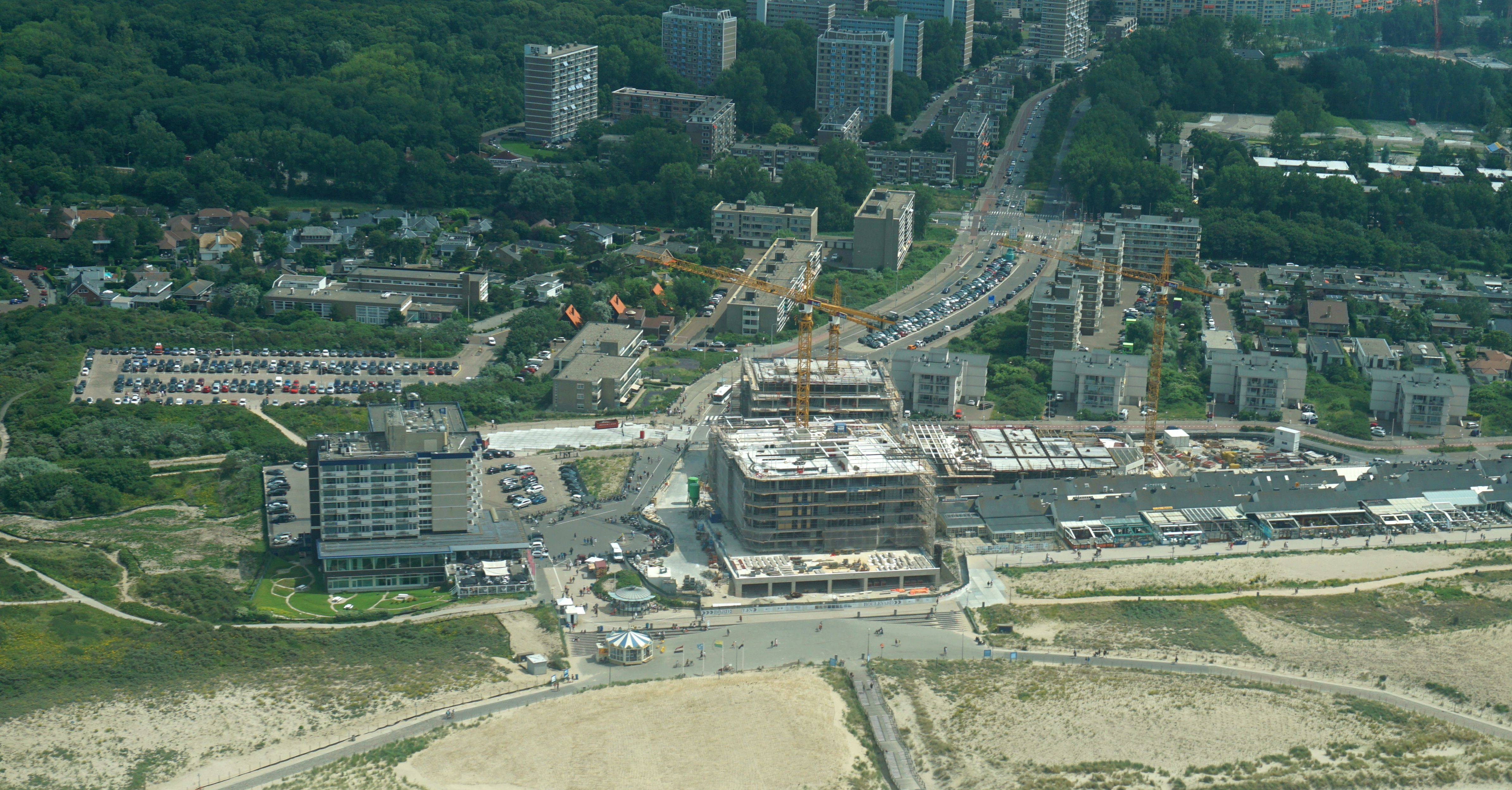
Ontwikkeling Nieuw Kijkduin tijdens de uitvoering van de bouw, medio 2019.

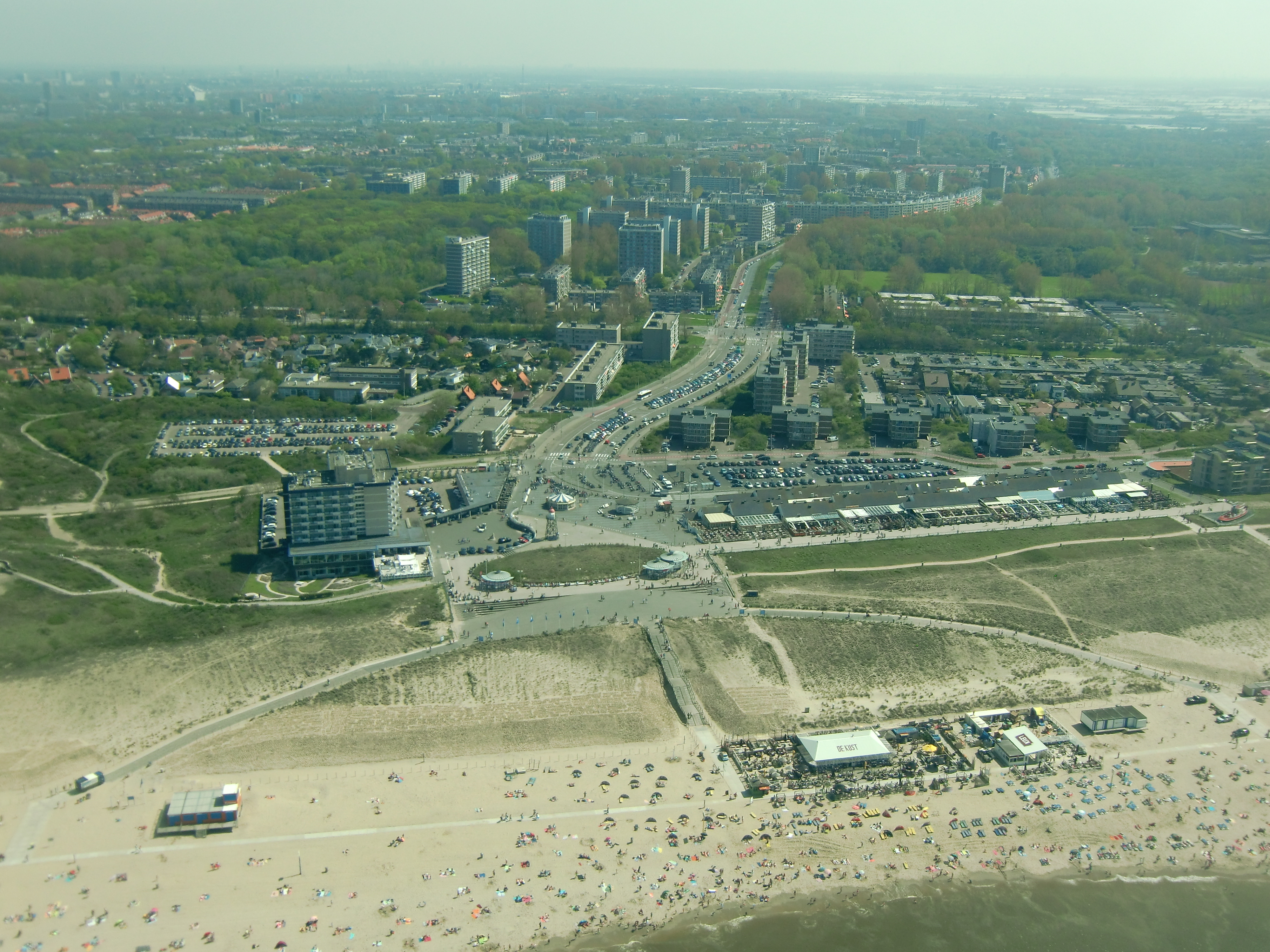
Kijkduin in de oude situatie in 2016.

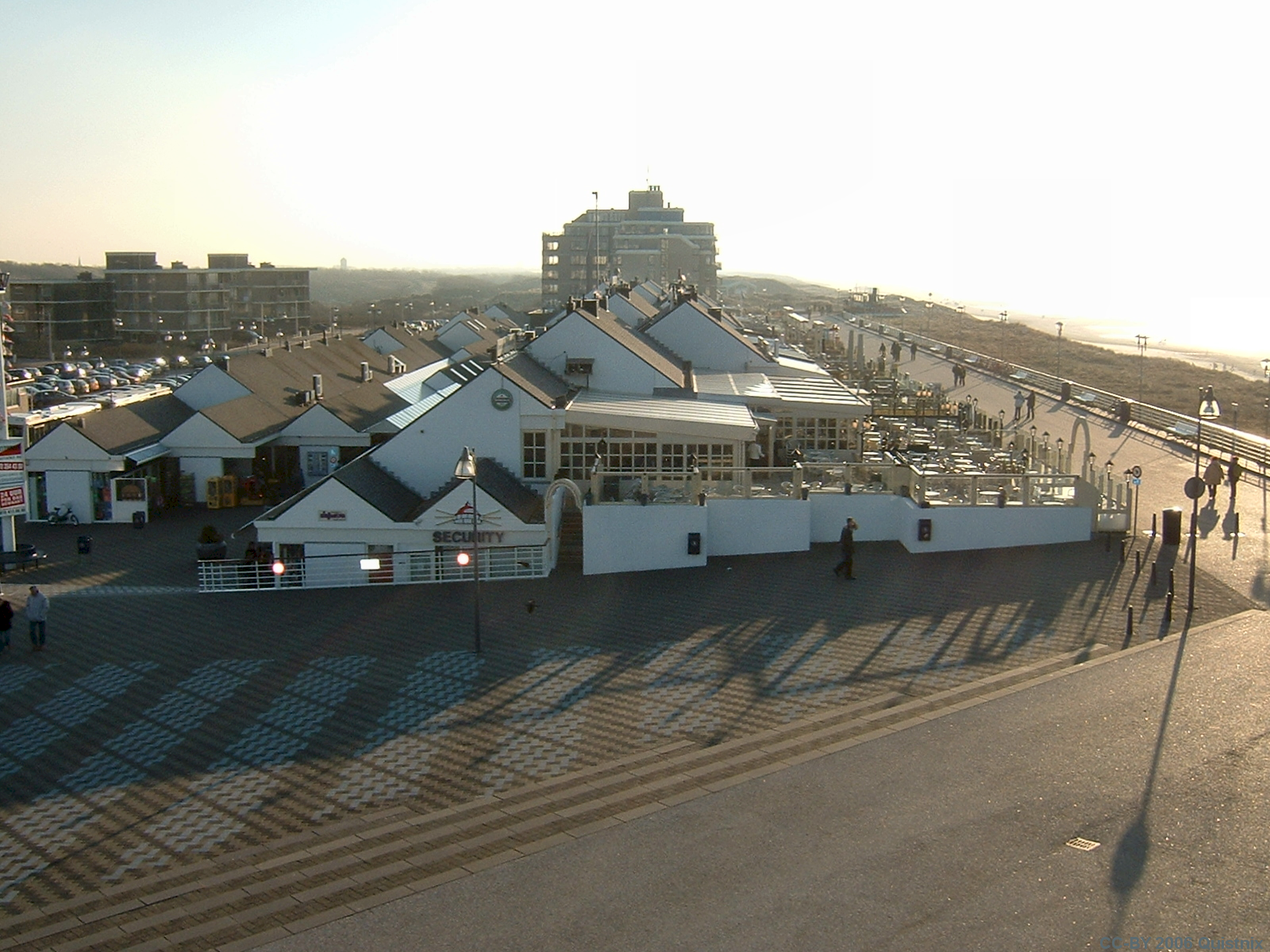
Kijkduin in 2006: rechts de boulevard met horeca; links de ingang van de overdekte winkelpromenade.

Nieuw Kijkduin is een bouwproject, dat uit het door de gemeente Den Haag in 2009 gepresenteerde concept Masterplan Kijkduin werd ontwikkeld om Kijkduin Bad beter op de kaart te zetten door het een betere uitstraling te geven, en in 2018 van start ging.

## Geschiedenis
Uit de doorontwikkeling van het concept Masterplan Kijkduin 2009 voor Kijkduin Bad van de gemeente Den Haag, ontstond het bouwproject Nieuw Kijkduin. Dit plan omvatte een totale metamorfose van het gebied van Deltaplein tot een hoogwaardig woon- en uitgaansgebied, terwijl ook voor ondernemers mogelijkheden tot vestiging van winkels, restaurants en bars werd geboden. In 2017 werd het plan grootschalig door verspreiding van brochures en krantenartikelen gepresenteerd aan de Kijkduinse en Loosduinse bevolking en ondernemers. 
Voorzien werd in de afbraak van de restaurants aan de boulevard en de winkels aan de overdekte promenade, die lager was gelegen dan de boulevard, en het verwijderen van het parkeerterrein van het Deltaplein. Voor verkregen ruimte werd een plan gemaakt met 8 appartementencomplexen met 6-7 woonlagen, met eronder winkels, restaurants en bars. Die moesten deels op het voormalige parkeerterrein komen te liggen en deels tegen de oude boulevard aan. Later werd het bouwplan gewijzigd door de laatste twee appartementencomplexen samen te voegen. Ook werd in het bouwplan voorzien in renovatie van het Atlantic-hotel en het toevoegen van vier nieuwe, 11 verdiepingen hoge torens met hotelkamers. De parkeerruimte en fietsenstalling ten behoeve van bewoners, ondernemers en bezoekers van het gebied werd in één grote ruimte gesitueerd onder de wooncomplexen, terwijl voor bewoners werd voorzien in afgescheiden parkeerruimten. 
De complexen kregen de namen van verschillende winden: 

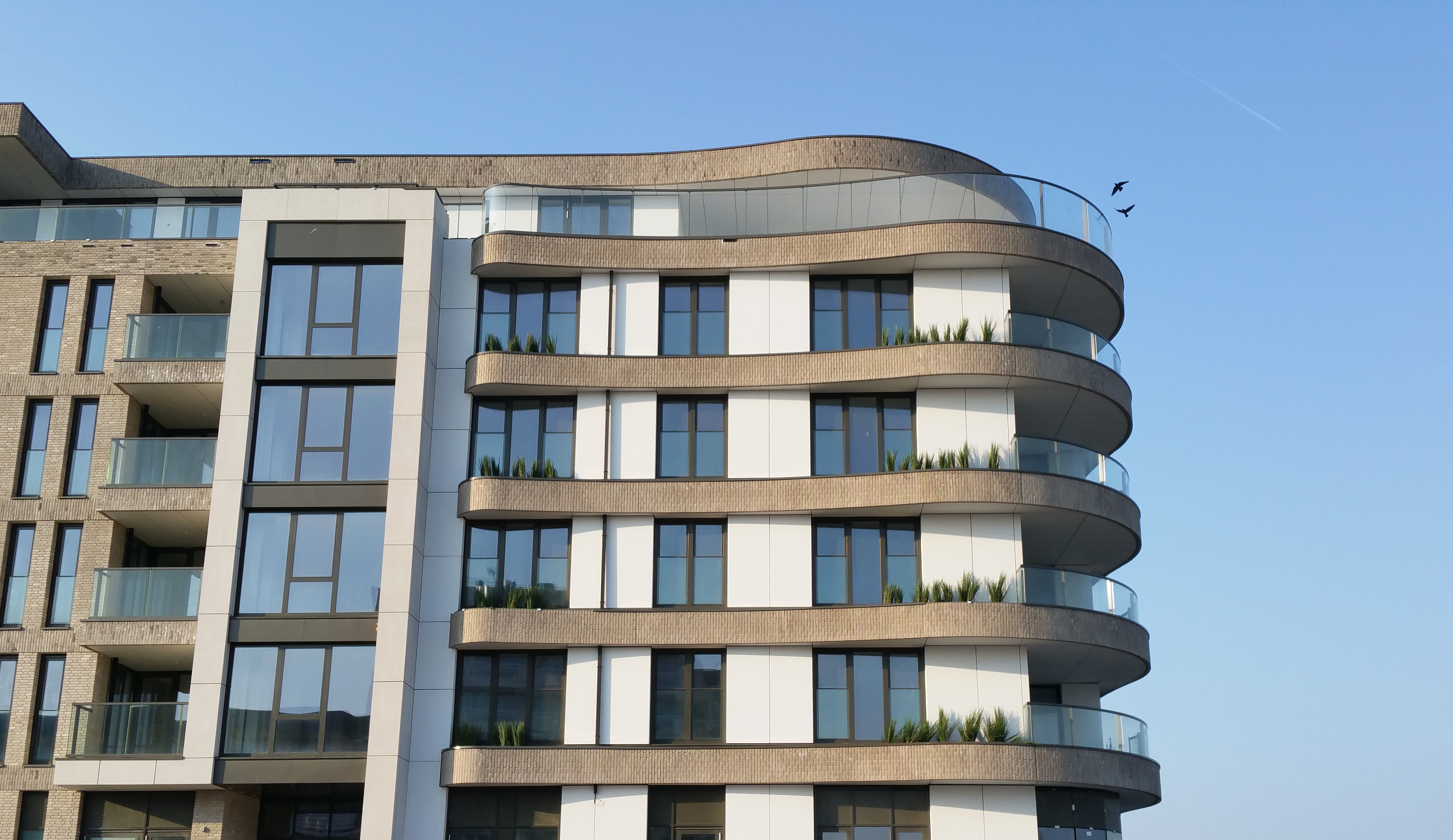
Het woongebouw aan het Deltaplein (2020)

- Poniënte
- Vendaval
- Gregale
- Tramontana
- Leventer
- Sirocco
- Lombarde

### Bouw
In 2018 ging de eerste spade de grond in op het parkeerterrein voor de bouw van de parkeergarage en de bouw van de eerste bouwfase, die voorzag in de bouw van de drie wooncomplexen Poniënte, Vendaval en Gregale. 

De verkoop van de appartementen in de vijf appartementencomplexen begon in 2018, terwijl ondernemers zich konden inschrijven voor de huur van de commerciële ruimten. Twee appartementencomplexen waren bestemd voor uitsluitend verhuur van appartementen. In 2019 werden de complexen Poniente (koopappartementen), Vendaval en Gregale (huur appartementen) opgeleverd en in 2020 werd begonnen met de afbraak van de oude winkels en restaurants. De woon- en commerciële ruimten zijn gasloos uitgevoerd en aangesloten op een WKO-systeem, voor vloerverwarming en -koeling.
De oplevering van de eerste bouwfase vond plaats in 2020, terwijl de tweede bouwfase van start ging in 2020 en gepland staat om in december 2023 opgeleverd te worden. 

## Vuurtoren
De sinds 2004 geplaatste vuurtoren, een uit Hoek van Holland afkomstige lichtopstand, is reeds in 2017 verwijderd. De vuurtoren is eigendom van de ontwikkelaar van Nieuw Kijkduin (FRED Developers) en zal uiteindelijk, na renovatie, teruggeplaatst worden op de nieuwe boulevard.